# ジョイス・チェプチュンバ
ジョイス・チェプチュンバ（Joyce Chepchumba、1970年11月6日 - ）は、ケニアのケリチョ出身の女子マラソン選手。2000年に行われたシドニーオリンピックの女子マラソンで銅メダルを獲得した。

## 自己ベスト
- マラソン - 2時間23分22秒 (1999年)

## 主な実績
| 年   | 大会                       | 場所                         | 種目           | 結果 | 記録          |
| ---- | -------------------------- | ---------------------------- | -------------- | ---- | ------------- |
| 1994 | 世界クロスカントリー選手権 | ブダペスト(ハンガリー)       | シニアロング   | 18位 | 21分22秒      |
| 1995 | ニューヨークシティマラソン | ニューヨーク(アメリカ合衆国) | マラソン       | 4位  | 2時間33分51秒 |
| 1996 | ロンドンマラソン           | ロンドン(イギリス)           | マラソン       | 2位  | 2時間26分51秒 |
| 1996 | オリンピック               | アトランタ(アメリカ合衆国)   | マラソン       | -    | DNF           |
| 1996 | ニューヨークシティマラソン | ニューヨーク(アメリカ合衆国) | マラソン       | 3位  | 2時間29分38秒 |
| 1997 | ロンドンマラソン           | ロンドン(イギリス)           | マラソン       | 1位  | 2時間26分51秒 |
| 1997 | 世界ハーフマラソン選手権   | コシツェ(スロバキア)         | ハーフマラソン | 4位  | 1時間09分07秒 |
| 1997 | 東京国際女子マラソン       | 東京(日本)                   | マラソン       | 2位  | 2時間28分02秒 |
| 1998 | ロンドンマラソン           | ロンドン(イギリス)           | マラソン       | 3位  | 2時間27分22秒 |
| 1998 | 世界ハーフマラソン選手権   | チューリヒ(スイス)           | ハーフマラソン | 6位  | 1時間10分10秒 |
| 1998 | シカゴマラソン             | シカゴ(アメリカ合衆国)       | マラソン       | 1位  | 2時間23分57秒 |
| 1999 | ロンドンマラソン           | ロンドン(イギリス)           | マラソン       | 1位  | 2時間23分22秒 |
| 1999 | 世界ハーフマラソン選手権   | パレルモ(イタリア)           | ハーフマラソン | 4位  | 1時間09分29秒 |
| 1999 | シカゴマラソン             | シカゴ(アメリカ合衆国)       | マラソン       | 1位  | 2時間25分59秒 |
| 2000 | オリンピック               | シドニー(オーストラリア)     | マラソン       | 3位  | 2時間24分45秒 |
| 2000 | 東京国際女子マラソン       | 東京(日本)                   | マラソン       | 1位  | 2時間24分02秒 |
| 2001 | ロンドンマラソン           | ロンドン(イギリス)           | マラソン       | 3位  | 2時間24分12秒 |
| 2001 | 世界ハーフマラソン選手権   | ブリストル(イギリス)         | ハーフマラソン | 18位 | 1時間11分03秒 |
| 2002 | ロンドンマラソン           | ロンドン(イギリス)           | マラソン       | 6位  | 2時間26分53秒 |
| 2002 | ニューヨークシティマラソン | ニューヨーク(アメリカ合衆国) | マラソン       | 1位  | 2時間25分56秒 |
| 2003 | ボストンマラソン           | ボストン(アメリカ合衆国)     | マラソン       | 3位  | 2時間27分20秒 |
| 2003 | 世界陸上選手権             | パリ(フランス)               | マラソン       | 7位  | 2時間26分33秒 |
| 2003 | ニューヨークシティマラソン | ニューヨーク(アメリカ合衆国) | マラソン       | 6位  | 2時間26分06秒 |
| 2004 | ロンドンマラソン           | ロンドン(イギリス)           | マラソン       | 5位  | 2時間28分01秒 |
| 2004 | ナイロビマラソン           | ナイロビ(ケニア)             | マラソン       | 2位  | 2時間39分27秒 |
| 2004 | シカゴマラソン             | シカゴ(アメリカ合衆国)       | マラソン       | 4位  | 2時間26分21秒 |
| 2005 | ロンドンマラソン           | ロンドン(イギリス)           | マラソン       | 7位  | 2時間27分01秒 |
| 2005 | ロックンロールマラソン     | サンディエゴ(アメリカ合衆国) | マラソン       | 5位  | 2時間32分49秒 |